# 小笠原忠徴
小笠原 忠徴（おがさわら ただあきら）は、江戸時代後期の大名。豊前国小倉藩の第7代藩主。官位は従四位下・左京大夫、侍従。小笠原家宗家8代。

## 生涯
第6代藩主・小笠原忠固の次男として誕生。
文化8年（1811年）2月16日、父忠固の嫡子となる。文政7年（1824年）5月15日、第11代将軍・徳川家斉に拝謁する。同年12月16日、従五位下伊予守に叙任する。後に左京大夫に改める。天保6年12月16日、従四位下に昇進する。天保14年（1843年）9月3日、父忠固の死去により、家督を継いだ。嘉永2年（1849年）12月16日、侍従に任官する。
父の時代から小倉藩は財政難に悩まされた上、複雑な政争もあって家老や藩士など300人以上が筑前国黒崎に出奔するなどの事件もあって、忠徴が継いだ頃の小倉藩は混迷を極めていた。忠徴はこのような藩を立て直すため、積極的な藩政改革に取りかかる。
まず、忠徴は不正を許さず、これらを厳しく摘発する。さらに安政元年（1854年）には種痘を実施した。その他にも、農民に対して善政を施すなどして藩政を立て直した。安政3年（1856年）、49歳で死去した。死後、家督は養子の忠嘉が継いだ。

## 系譜
- 父：小笠原忠固（1770-1843）
- 母：不詳
- 正室：寛姫（1815-1856） - 前田斉広の四女
- 婚約者：直姫（1809-1825） - 前田斉広の長女
- 生母不明の子女
  - 女子：戸沢正実正室 - のち小笠原忠固養女、小笠原忠幹正室
- 養子
  - 男子：小笠原忠嘉（1839-1860） - 小笠原貞哲の四男